# Rob Palmer (Eishockeyspieler, 1956)
Robert Ross „Rob“ Palmer (* 10. September 1956 in Sarnia, Ontario; † 26. Juni 2023) war ein kanadischer Eishockeyspieler, der im Verlauf seiner aktiven Karriere zwischen 1973 und 1986 unter anderem 328 Spiele für die Los Angeles Kings und New Jersey Devils in der National Hockey League (NHL) auf der Position des Verteidigers bestritten hat. Seinen größten Karriereerfolg feierte Palmer jedoch in der American Hockey League (AHL), in der er über 280 Partien absolvierte und mit den Maine Mariners im Jahr 1984 den Calder Cup gewann.

## Karriere
Palmer besuchte – unüblich für einen kanadischen Juniorenspieler zu dieser Zeit – zwischen 1973 und 1977 die University of Michigan, um dort einem Studium in den Vereinigten Staaten nachzugehen. Ein Stipendium der Michigan Technological University schlug er dabei aus und zog die University of Michigan aufgrund ihrer Studienangebote dieser vor. Parallel zu seinem Studium in der Fachrichtung Business Administrations war Palmer vier Spielzeiten lang für die Universitätsmannschaft, die Michigan Wolverines, in der Western Collegiate Hockey Association (WCHA), einer Division im Spielbetrieb der National Collegiate Athletic Association (NCAA), aktiv. Der Verteidiger wurde während dieser Zeit im NHL Amateur Draft 1976 in der fünften Runde an 85. Stelle von den Los Angeles Kings aus der National Hockey League (NHL) ausgewählt. Ebenso wurde er im WHA Amateur Draft 1976 in der neunten Runde an 102. Position von den Calgary Cowboys aus der World Hockey Association (WHA) gezogen.
Nach dem erfolgreichen Abschluss seines Studiums im Frühjahr 1977 entschied sich der Kanadier eine Profikarriere im Eishockey zu verfolgen und schloss sich für den Rest der Saison 1976/77 den Fort Worth Texans aus der Central Hockey League (CHL) an. Zur folgenden Saison verpflichteten ihn schließlich die Los Angeles Kings, bei denen sich der Rookie im Verlauf der Spielzeit einen Stammplatz erarbeitete und zunächst bis zum Beginn der Saison 1980/81 zum Stammpersonal gehörte. In den beiden vorangegangenen Spieljahren erreichte der Abwehrspieler jeweils über 35 Torvorlagen. Dennoch wurde Palmer ab dem Herbst 1980 in die Farmteams der Kings abgeschoben und lief somit in den beiden Jahren bis zum Sommer 1982 hauptsächlich für die Houston Apollos und Indianapolis Checkers in der CHL sowie die New Haven Nighthawks in der American Hockey League (AHL) auf. Folglich wurde sein Vertrag über diesen Zeitraum hinaus nicht verlängert.
Der Defensivakteur befand sich daraufhin als sogenannter Free Agent auf der Suche nach einem neuen Arbeitgeber, den er im September 1982 in den New Jersey Devils fand. Palmer war dort zwei Spielzeiten lang aktiv, ehe er im Verlauf der Saison 1983/84 immer öfter bei New Jerseys Kooperationspartner, den Maine Mariners, in der AHL zum Einsatz kam. Mit den Mariners gewann er am Ende derselben Spielzeit die Meisterschaft der Liga in Form des Calder Cups. Anschließend verbrachte er zwei weitere Spieljahre im Kader der Mariners. Im Sommer 1986 beendete der fast 30-Jährige schließlich seine aktive Karriere.

## Erfolge und Auszeichnungen
- 1984 Calder-Cup-Gewinn mit den Maine Mariners

## Karrierestatistik
(Legende zur Spielerstatistik: Sp oder GP = absolvierte Spiele; T oder G = erzielte Tore; V oder A = erzielte Assists; Pkt oder Pts = erzielte Scorerpunkte; SM oder PIM = erhaltene Strafminuten; +/− = Plus/Minus-Bilanz; PP = erzielte Überzahltore; SH = erzielte Unterzahltore; GW = erzielte Siegtore; 1 Play-downs/Relegation; Kursiv: Statistik nicht vollständig)